# Begonia fractiflexa
Espèce
Begonia fractiflexa est une espèce de plantes de la famille des Begoniaceae. Ce bégonia rampant, originaire du Sarawak (île de Bornéo) en Asie tropicale, a été décrit en 2016. 

## Répartition géographique
Cette espèce est originaire du Sarawak (Bornéo, Malaisie).

## Classification
Begonia fractiflexa fait partie du genre Begonia, famille des Begoniaceae.
L'espèce a été décrite en 2016 par les botanistes Sang Julia et Ruth Kiew. L'épithète spécifique fractiflexa vient du latin, fractiflexus, zig-zag, en référence à la forme du rachis de l'inflorescence mâle.
Publication originale : (en) Julia Sang, Ruth Kiew, Eight new Begonia (Begoniaceae) species from the Lanjak Entimau Wildlife Sanctuary and Batang Ai National Park, Sarawak, Borneo dans Gardens’ Bulletin Singapore 68(2): 257–277. 2016.